# Koma
 For alternative betydninger, se Koma (flertydig). (Se også artikler, som begynder med Koma)
Koma er dyb bevidstløshed. Ordet refererer kun til bevidsthedstilstanden og ikke til resten af kroppens funktioner. I medicinsk terminologi benyttes Glasgow Coma Scale til at betegne graden af bevidsthedspåvirkning.
Koma kan forekomme i mange forskellige grader, og ved mange forskellige sygdomme, såsom hjerneskader, sukkersyge og nyre-sygdom.
Tilstanden benævnes også komatøs.

## Etymologi
På græsk betød ordet koma "dyb søvn", af den indoeuropæiske rod kei (= at lægge sig ned, bosætte sig). Deraf to andre græske ord, kome (= landsby) og koimetérion (= soveværelse), der også fik betydningen "gravplads"; deraf engelsk cemetery med samme betydning. Andre beslægtede ord er russisk semija (= familie), latin civilis, engelsk city og dansk hjem. 